# Gornji Bogićevci
Gornji Bogićevci est un village et une municipalité située en Slavonie, dans le comitat de Brod-Posavina, en Croatie. Au recensement de 2001, la municipalité comptait 2 319 habitants, dont 86,85 % de Croates et 10,78 % de Serbes ; le village seul comptait 764 habitants.

## Localités
La municipalité de Gornji Bogićevci compte 6 localités :
| - Dubovac - Gornji Bogićevci - Kosovac | - Ratkovac - Smrtić - Trnava |